# آلین زلر
آلین زلر (انگلیسی: Aline Zeler؛ زادهٔ ۲ ژوئن ۱۹۸۳) بازیکن فوتبال اهل بلژیک است.
از باشگاه‌هایی که در آن بازی کرده‌است می‌توان به باشگاه فوتبال استاندارد لیژ اشاره کرد.
وی همچنین در تیم ملی فوتبال زنان بلژیک بازی کرده‌است.